# Svartstrupig myrtörnskata
Svartstrupig myrtörnskata (Thamnomanes saturninus) är en fågel i familjen myrfåglar inom ordningen tättingar.

## Utseende och läte
Svartstrupig myrtörnskata är en rätt liten myrtörnskata. Hanen är mörkgrå med svart strupe. Honan är bruntonad ovan och gulbrun under, med kontrasterande vitaktig strupe. Arten är lik askgrå myrtörnskata, men skiljer sig i strupfärg och sång. Den senare består av en serie gradvis stigande toner med en hård slutpunkt.

## Utbredning och systematik
Svartstrupig myrtörnskata delas in i två underarter med följande utbredning:
- Thamnomanes saturninus huallagae – förekommer i nordöstra Peru norr om Amazonfloden och sydvästra Amazonområdet i Brasilien
- Thamnomanes saturninus saturninus – förekommer i södra och centrala Brasilien och nordöstligaste Bolivia (nordöstra Santa Cruz)

## Levnadssätt
Svartstrupig myrtörnskata hittas i undervegetation i låglänta fuktiga skogar. Den deltar ofta i artblandade kringvandrande flockar där den vanligen intar en ledarroll. Fågeln besöker tillfälligtvis svärmar med vandringsmyror.

## Status och hot
Arten har ett stort utbredningsområde, men tros minska i antal, dock inte tillräckligt kraftigt för att den ska betraktas som hotad. Internationella naturvårdsunionen IUCN listar arten som livskraftig (LC).